# Pappa Kapsyl
Pappa Kapsyl, egentligen Bengt Carl-Otto Johansson, född 13 februari 1976 i Ljungby församling i Kalmar län, är en svensk sångare, låtskrivare, barnunderhållare, YouTuber och barnboksförfattare.

## Biografi
Pappa Kapsyls debutskiva, Dinosaurielåtar, släpptes 2012 och i samband med detta började han producera barnföreställningar i egen regi. Föreställningen Jagad av en T-rex!, med premiär 2013, blev en framgång som tog Pappa Kapsyl på turné över hela Sverige, ofta i samarbete med länsmusikorganisationerna. Sommaren 2018 släpptes andra skivan, Dinosaurierna vaknar, och föreställningen Melodinosauriefestivalen hade premiär på Kalmar slott. 2019 inledde Pappa Kapsyl ett samarbete med Universal Music och familjeföreställningen Dinosaurierna vaknar hade premiär. Våren 2022 släpptes albumet Farlig barnmusik.

## Influenser och musikstil
Bland Pappa Kapsyls influenser kan nämnas såväl Magnus och Brasse, James Hollingworth och Trazan & Banarne som Depeche Mode, Kent och Neil Young.
Textmässigt behandlar Pappa Kapsyls låtar olika dinosauriearter och deras dagliga liv, men tar även upp anknytande ämnen som farliga kometer och vulkanutbrott.

## Böcker
Pappa Kapsyls barnboksdebut, Ugglan & Musen, släpptes 2015 som barnboksapp och musiksaga på Spotify och YouTube. Sagan är illustrerad av Stina Ekvall.
2022 släpptes barnboken Jagad av en T-rex på förlaget Rabén & Sjögren. Boken är illustrerad av Ola Lindblom.
Våren 2023 gav Pappa Kapsyl ut ytterligare en bok, Dinosauriernas alfabet, även den ett samarbete med Ola Lindblom.
Pappa Kapsyl och Ola Lindblom gav därefter, våren 2025, ut sitt tredje gemensamma verk, Raptor på rymmen, som innehåller lekfulla utmaningar för barnen.

## YouTube-karriär
På Pappa Kapsyls YouTube-kanal finns musikvideor, liveinspelningar, egenproducerade barnprogram och humoristiska sketcher

## Internationell karriär
Pappa Kapsyls musik har lanserats internationellt under namnet Daddy Donut. Satsningen har varit framgångsrik med över 40 miljoner visningar på YouTube. En lansering på den tyska marknaden pågår för fullt och i maj 2025 släpptes det tyskspråkiga albumet Dinosaurier ABC.

## Samarbete med A World of Dinosaurs
Pappa Kapsyl samarbetar med dinosauriemuseet A World of Dinosaurs i Smedby utanför hemstaden Kalmar. På somrarna brukar han arrangera picknickkonserter i anknytning till museet.

## Övrig musikkarriär
Carl-Otto Johansson ligger även bakom det americana-influerade soloprojektet Orphan Songs och har ett förflutet som sångare och låtskrivare i indiepopbandet Eyedrop.

## Diskografi

### Som Pappa Kapsyl
- Dinosaurielåtar (2012)
- Dinosaurierna vaknar (2018)
- Farlig barnmusik (2022)
- Dinopop EP (2024)

### Som Daddy Donut
Dinosaur Songs (2012)

### Som Papa Rex
Dinosaurier ABC (2025)

### Övriga projekt
- Eyedrop – Red Cover EP (2001)
- Orphan Songs – Speaking Out (2015)